# Diecezja Casale Monferrato
Diecezja Casale Monferrato – diecezja Kościoła rzymskokatolickiego we Włoszech, a ściślej w Piemoncie. Została erygowana 18 kwietnia 1474 roku. Od 1817 należy do metropolii Vercelli. Wchodzące w jej skład parafie są zlokalizowane na terenie trzech świeckich prowincji: Asti, Alessandria i Turyn.

## Główne świątynie
- Katedra: Katedra świętych Ewazjusza i Wawrzyńca w Casale Monferrato
- Bazyliki mniejsze
  - Bazylika Najświętszego Serca Pana Jezusa w Casale Monferrato
  - Bazylika Matki Bożej Wniebowziętej w Serralunga di Crea

## Biskupi
- biskup diecezjalny: Gianni Sacchi
- biskup senior: Alceste Catella